# Élections régionales de 1990 en Ligurie
Les élections régionales de 1990 en Ligurie (en italien : Elezioni regionali in Liguria del 1990) se tiennent les 6 et 7 mai 1990 afin d'élire les 40 membres de la Ve législature du conseil régional de Ligurie.

## Contexte
Lors du scrutin précédent, le PCI conserve la majorité relative des voix et des sièges. Malgré cela, la coalition sortante, formée de la DC, du PSI, du PSDI, du PRI et du PLI (coalition dite pentapartito) est reconduite, avec à sa tête, le président régional sortant, le socialiste Rinaldo Magnani. Ce nouveau gouvernement dure jusqu'à la fin de la législature.

## Mode de scrutin
Le conseil régional d'Ombrie (en italien : Consiglio Regionale della Liguria) est constitué de 30 conseillers élus pour cinq ans au scrutin proportionnel avec vote préférentiel et sans seuil électoral dans deux circonscriptions plurinominales qui correspondent aux provinces.
Chaque électeur peut exprimer jusqu'à trois votes de préférence sur la liste à laquelle il accorde son suffrage. Les mandats sont ensuite répartis à la proportionnelle d'Hagenbach-Bischoff. Les sièges sont ensuite pourvus par les candidats comptant le plus grand nombre de voix préférentielles.
Les mandats qui n'ont pas été attribués à l'issue du premier décompte et les voix qui n'ont pas été utilisées sont rassemblés au niveau régional et distribués à la proportionnelle de Hare. Ils sont attribués, pour chaque parti, dans les provinces en fonction du ratio entre les votes restants et le total des suffrages exprimés.

### Répartition des sièges
| Provinces | Sièges | +/-           |  |
| Gênes     | 25     | 1             |  |
| Imperia   | 4      | en stagnation |  |
| La Spezia | 5      | 1             |  |
| Savone    | 6      | 2             |  |
| Total     | 40     | en stagnation |  |

## Principales forces politiques
| Parti | Parti                                                                                   | Idéologie                                                  |
| ----- | --------------------------------------------------------------------------------------- | ---------------------------------------------------------- |
|       | Démocratie chrétienne Democrazia Cristiana                                              | Centre Démocratie chrétienne, antifascisme, anticommunisme |
|       | Parti communiste italien Partito Comunista Italiano                                     | Gauche Communisme, eurocommunisme, marxisme-léninisme      |
|       | Parti socialiste italien Partito Socialista Italiano                                    | Gauche Socialisme, réformisme, marxisme                    |
|       | Parti social-démocrate italien Partito Socialista Democratico Italiano                  | Centre gauche Social-démocratie, socialisme                |
|       | Parti libéral italien Partito Liberale Italiano                                         | Centre droit Libéralisme, libérisme                        |
|       | Mouvement social italien – Droite nationale Movimento Sociale Italiano–Destra Nazionale | Extrême droite Néofascisme, nationalisme, anticommunisme   |
|       | Parti républicain italien Partito Repubblicano Italiano                                 | Centre Républicanisme, mazzinisme                          |

## Résultats

### Voix et sièges
|                        |                                                      |           |       |      |        |               |  |  |  |  |  |  |  |  |
| Parti                  | Parti                                                | Voix      | %     | +/-  | Sièges | +/-           |  |  |  |  |  |  |  |  |
|                        | Parti communiste italien (PCI)                       | 330 029   | 28,37 | 6,47 | 12     | 3             |  |  |  |  |  |  |  |  |
|                        | Démocratie chrétienne (DC)                           | 320 412   | 27,54 | 2,84 | 12     | 1             |  |  |  |  |  |  |  |  |
|                        | Parti socialiste italien (PSI)                       | 163 512   | 14,06 | 1,92 | 6      | 2             |  |  |  |  |  |  |  |  |
|                        | Ligue du Nord (LN)                                   | 71 311    | 6,13  | Nv.  | 2      | 2             |  |  |  |  |  |  |  |  |
|                        | Liste commune LV-VA                                  | 66 740    | 5,74  | 2,93 | 2      | 1             |  |  |  |  |  |  |  |  |
|                        | Parti républicain italien (PRI)                      | 47 728    | 4,10  | 0,12 | 1      | 1             |  |  |  |  |  |  |  |  |
|                        | Mouvement social italien – Droite nationale (MSI-DN) | 39 276    | 3,38  | 2,35 | 1      | 1             |  |  |  |  |  |  |  |  |
|                        | Parti libéral italien (PLI)                          | 34 930    | 3,00  | 0,28 | 1      | en stagnation |  |  |  |  |  |  |  |  |
|                        | Parti social-démocrate italien (PSDI)                | 26 503    | 2,28  | 0,73 | 1      | en stagnation |  |  |  |  |  |  |  |  |
|                        | Parti des retraités (PP)                             | 20 942    | 1,80  | Nv.  | 1      | en stagnation |  |  |  |  |  |  |  |  |
|                        | Anti-prohibitionnistes des drogues (AsD)             | 16 429    | 1,41  | Nv.  | 1      | en stagnation |  |  |  |  |  |  |  |  |
|                        | Chasse, Pêche, Environnement (CPA)                   | 13 484    | 1,16  | Nv.  | 0      | en stagnation |  |  |  |  |  |  |  |  |
|                        | Démocratie prolétarienne (DP)                        | 12 000    | 1,03  | 0,46 | 0      | 1             |  |  |  |  |  |  |  |  |
|                        |                                                      |           |       |      |        |               |  |  |  |  |  |  |  |  |
| Suffrages exprimés     | Suffrages exprimés                                   | 1 163 296 | 92,19 |      |        |               |  |  |  |  |  |  |  |  |
| Votes blancs           | Votes blancs                                         | 46 783    | 3,71  |      |        |               |  |  |  |  |  |  |  |  |
| Votes nuls             | Votes nuls                                           | 51 742    | 4,10  |      |        |               |  |  |  |  |  |  |  |  |
| Total                  | Total                                                | 1 261 801 | 100   | -    | 40     | en stagnation |  |  |  |  |  |  |  |  |
| Abstention             | Abstention                                           | 225 308   | 15,15 |      |        |               |  |  |  |  |  |  |  |  |
| Inscrits/Participation | Inscrits/Participation                               | 1 487 109 | 84,85 |      |        |               |  |  |  |  |  |  |  |  |

## Conséquences
La coalition sortante à cinq partis est reconduite, avec à sa tête Giacomo Gualdo (DC). Il est remplacé en 1992 par Edmondo Ferrero, qui démissionne à son tour en 1994. Giancarlo Mori parvient à former un nouvel exécutif avec le PPI (successeur de la DC), le PDS (successeur du PCI) et la FdV (fusion de la LV et des VA).